# Châteauneuf, Côte-d'Or
Châteauneuf hay Châteauneuf-en-Auxois là một xã ở tỉnh Côte-d'Or trong vùng Bourgogne, phía đông nước Pháp. Khu vực này có độ cao trung bình 475 mét trên mực nước biển.
Tại đây có lâu đài Châteauneuf